# Hundsfjärden
Hundsfjärden är en sjö i Gävle kommun i Gästrikland och ingår i Hamrångeåns huvudavrinningsområde. Sjön har en area på 0,152 kvadratkilometer och ligger 2 meter över havet.

## Delavrinningsområde
Hundsfjärden ingår i det delavrinningsområde (675232-157170) som SMHI kallar för Utloppet av Hundsfjärden. Medelhöjden är 14 meter över havet och ytan är 3,45 kvadratkilometer. Det finns ett avrinningsområde uppströms, och räknas det in blir den ackumulerade arean 15,71 kvadratkilometer. Vattendraget som avvattnar avrinningsområdet har biflödesordning 2, vilket innebär att vattnet flödar genom totalt 2 vattendrag innan det når havet efter 6,7 kilometer. Avrinningsområdet består mestadels av skog (85 procent). Avrinningsområdet har 0,26 kvadratkilometer vattenytor vilket ger det en sjöprocent på 7,5 procent.